# Copa Libertadores 2001
Die Copa Libertadores 2001, aufgrund des Sponsorings des Autoherstellers Toyota auch Copa Toyota Libertadores, war die 42. Auflage des wichtigsten südamerikanischen Fußballwettbewerbs für Vereinsmannschaften. Es nahmen 32 Mannschaften teil, wobei die Anzahl der Teilnehmer je nach Rang des Landes in der CONMEBOL-Rangliste ermittelt wurde, sowie zwei Vertreter aus Mexiko und Venezuela, die in der Qualifikation zwei verbleibende Plätze ermittelten. Das Teilnehmerfeld komplettierte Titelverteidiger Boca Juniors. Das Turnier begann am 6. Februar und endete am 28. Juni 2001 mit dem Final-Rückspiel. Der argentinische Vertreter CA Boca Juniors gewann das Finale gegen CD Cruz Azul und damit zum vierten Mal die Copa Libertadores.

## Qualifikation
| Pl. | Verein               | Sp. | S | U | N | Tore    | Diff. | Punkte |
| --- | -------------------- | --- | - | - | - | ------- | ----- | ------ |
| 1.  | CD Cruz Azul         | 6   | 4 | 0 | 2 | 015:800 | +7    | 12     |
| 2.  | Deportivo Táchira FC | 6   | 4 | 0 | 2 | 007:800 | −1    | 12     |
| 3.  | Deportivo Italchacao | 6   | 3 | 0 | 3 | 009:100 | −1    | 09     |
| 4.  | CF Atlante           | 6   | 1 | 0 | 5 | 008:130 | −5    | 03     |

|                      |   |                      | Hinspiel | Rückspiel |
| -------------------- | - | -------------------- | -------- | --------- |
| CF Atlante           | - | CD Cruz Azul         | 2:4      | 3:1       |
| Deportivo Italchacao | - | Deportivo Táchira FC | 1:2      | 2:0       |
| Deportivo Italchacao | - | CF Atlante           | 2:0      | 3:2       |
| Deportivo Táchira FC | - | CF Atlante           | 1:0      | 2:1       |
| Deportivo Italchacao | - | CD Cruz Azul         | 0:2      | 1:4       |
| Deportivo Táchira FC | - | CD Cruz Azul         | 1:0      | 1:4       |

## Gruppenphase

### Gruppe 1
| Pl. | Verein                    | Sp. | S | U | N | Tore    | Diff. | Punkte |
| --- | ------------------------- | --- | - | - | - | ------- | ----- | ------ |
| 1.  | Rosario Central           | 6   | 4 | 1 | 1 | 013:400 | +9    | 13     |
| 2.  | Atlético Junior           | 6   | 3 | 1 | 2 | 010:600 | +4    | 10     |
| 3.  | CA Vélez Sársfield        | 6   | 3 | 0 | 3 | 005:800 | −3    | 09     |
| 4.  | Universitario de Deportes | 6   | 0 | 2 | 4 | 003:130 | −10   | 02     |

|                           |   |                           | Hinspiel | Rückspiel |
| ------------------------- | - | ------------------------- | -------- | --------- |
| Universitario de Deportes | - | CA Vélez Sársfield        | 0:2      | 0:1       |
| Atlético Junior           | - | Rosario Central           | 3:1      | 0:1       |
| Rosario Central           | - | Universitario de Deportes | 6:0      | 1:1       |
| CA Vélez Sársfield        | - | Atlético Junior           | 2:0      | 0:4       |
| Rosario Central           | - | CA Vélez Sársfield        | 2:0      | 2:0       |
| Universitario de Deportes | - | Atlético Junior           | 1:2      | 1:1       |

### Gruppe 2
| Pl. | Verein                  | Sp. | S | U | N | Tore    | Diff. | Punkte |
| --- | ----------------------- | --- | - | - | - | ------- | ----- | ------ |
| 1.  | SE Palmeiras            | 6   | 5 | 1 | 0 | 016:500 | +11   | 16     |
| 2.  | Club Cerro Porteño      | 6   | 4 | 1 | 1 | 017:600 | +11   | 13     |
| 3.  | CF Universidad de Chile | 6   | 1 | 1 | 4 | 005:130 | −8    | 04     |
| 4.  | Sport Boys              | 6   | 0 | 1 | 5 | 003:170 | −14   | 01     |

|                         |   |                         | Hinspiel | Rückspiel |
| ----------------------- | - | ----------------------- | -------- | --------- |
| CF Universidad de Chile | - | Club Cerro Porteño      | 0:2      | 0:6       |
| Club Cerro Porteño      | - | Sport Boys              | 3:1      | 4:0       |
| Sport Boys              | - | CF Universidad de Chile | 0:2      | 1:1       |
| SE Palmeiras            | - | CF Universidad de Chile | 2:1      | 2:1       |
| Sport Boys              | - | SE Palmeiras            | 1:4      | 0:3       |
| Club Cerro Porteño      | - | SE Palmeiras            | 0:0      | 2:5       |

### Gruppe 3
| Pl. | Verein                               | Sp. | S | U | N | Tore    | Diff. | Punkte |
| --- | ------------------------------------ | --- | - | - | - | ------- | ----- | ------ |
| 1.  | Nacional Montevideo                  | 6   | 4 | 2 | 0 | 009:200 | +7    | 14     |
| 2.  | Deportes Concepción                  | 6   | 2 | 1 | 3 | 008:800 | ±0    | 07     |
| 3.  | Club Atlético San Lorenzo de Almagro | 6   | 2 | 1 | 3 | 009:100 | −1    | 07     |
| 4.  | Club Jorge Wilstermann               | 6   | 2 | 0 | 4 | 007:130 | −6    | 06     |

|                                      |   |                                      | Hinspiel | Rückspiel |
| ------------------------------------ | - | ------------------------------------ | -------- | --------- |
| Club Jorge Wilstermann               | - | Club Atlético San Lorenzo de Almagro | 4:2      | 0:2       |
| Nacional Montevideo                  | - | Club Jorge Wilstermann               | 3:0      | 2:1       |
| Deportes Concepción                  | - | Nacional Montevideo                  | 0:0      | 0:2       |
| Club Atlético San Lorenzo de Almagro | - | Deportes Concepción                  | 2:1      | 2:3       |
| Club Jorge Wilstermann               | - | Deportes Concepción                  | 2:1      | 0:3       |
| Nacional Montevideo                  | - | Club Atlético San Lorenzo de Almagro | 1:0      | 1:1       |

### Gruppe 4
| Pl. | Verein           | Sp. | S | U | N | Tore    | Diff. | Punkte |
| --- | ---------------- | --- | - | - | - | ------- | ----- | ------ |
| 1.  | Cruzeiro EC      | 6   | 5 | 1 | 0 | 015:400 | +11   | 16     |
| 2.  | CS Emelec        | 6   | 2 | 3 | 1 | 007:600 | +1    | 09     |
| 3.  | Club Olimpia     | 6   | 1 | 2 | 3 | 010:130 | −3    | 05     |
| 4.  | Sporting Cristal | 6   | 1 | 0 | 5 | 004:130 | −9    | 03     |

|                  |   |                  | Hinspiel | Rückspiel |
| ---------------- | - | ---------------- | -------- | --------- |
| CS Emelec        | - | Club Olimpia     | 1:1      | 2:2       |
| Club Olimpia     | - | Sporting Cristal | 1:0      | 2:3       |
| Sporting Cristal | - | CS Emelec        | 0:1      | 1:3       |
| Sporting Cristal | - | Cruzeiro EC      | 0:1      | 0:5       |
| Cruzeiro EC      | - | CS Emelec        | 2:0      | 0:0       |
| Club Olimpia     | - | Cruzeiro EC      | 3:4      | 1:3       |

### Gruppe 5
| Pl. | Verein             | Sp. | S | U | N | Tore    | Diff. | Punkte |
| --- | ------------------ | --- | - | - | - | ------- | ----- | ------ |
| 1.  | River Plate        | 6   | 4 | 0 | 2 | 013:600 | +7    | 12     |
| 2.  | CD El Nacional     | 6   | 3 | 0 | 3 | 008:900 | −1    | 09     |
| 3.  | Club Guaraní       | 6   | 2 | 1 | 3 | 009:110 | −2    | 07     |
| 4.  | Club The Strongest | 6   | 2 | 1 | 3 | 010:140 | −4    | 07     |

|                    |   |                    | Hinspiel | Rückspiel |
| ------------------ | - | ------------------ | -------- | --------- |
| Club Guaraní       | - | CD El Nacional     | 3:1      | 1:3       |
| River Plate        | - | Club The Strongest | 5:1      | 1:4       |
| CD El Nacional     | - | River Plate        | 1:0      | 0:2       |
| Club The Strongest | - | Club Guaraní       | 1:1      | 1:4       |
| River Plate        | - | Club Guaraní       | 4:0      | 1:0       |
| CD El Nacional     | - | Club The Strongest | 2:1      | 1:2       |

### Gruppe 6
| Pl. | Verein                | Sp. | S | U | N | Tore    | Diff. | Punkte |
| --- | --------------------- | --- | - | - | - | ------- | ----- | ------ |
| 1.  | CR Vasco da Gama      | 6   | 6 | 0 | 0 | 016:500 | +11   | 18     |
| 2.  | América de Cali       | 6   | 4 | 0 | 2 | 010:900 | +1    | 12     |
| 3.  | Club Atlético Peñarol | 6   | 1 | 1 | 4 | 007:100 | −3    | 04     |
| 4.  | Deportivo Táchira FC  | 6   | 0 | 1 | 5 | 003:120 | −9    | 01     |

|                       |   |                       | Hinspiel | Rückspiel |
| --------------------- | - | --------------------- | -------- | --------- |
| Club Atlético Peñarol | - | América de Cali       | 1:2      | 1:2       |
| Deportivo Táchira FC  | - | Club Atlético Peñarol | 0:0      | 1:3       |
| América de Cali       | - | Deportivo Táchira FC  | 3:0      | 2:0       |
| América de Cali       | - | CR Vasco da Gama      | 0:3      | 1:4       |
| Deportivo Táchira FC  | - | CR Vasco da Gama      | 0:1      | 2:3       |
| CR Vasco da Gama      | - | Club Atlético Peñarol | 2:1      | 3:1       |

### Gruppe 7
| Pl. | Verein            | Sp. | S | U | N | Tore    | Diff. | Punkte |
| --- | ----------------- | --- | - | - | - | ------- | ----- | ------ |
| 1.  | CD Cruz Azul      | 6   | 4 | 1 | 1 | 012:700 | +5    | 13     |
| 2.  | AD São Caetano    | 6   | 2 | 2 | 2 | 006:400 | +2    | 08     |
| 3.  | Defensor Sporting | 6   | 2 | 1 | 3 | 008:110 | −3    | 07     |
| 4.  | CD Olmedo         | 6   | 2 | 0 | 4 | 011:150 | −4    | 06     |

|                   |   |                   | Hinspiel | Rückspiel |
| ----------------- | - | ----------------- | -------- | --------- |
| Defensor Sporting | - | CD Olmedo         | 3:2      | 2:4       |
| CD Cruz Azul      | - | Defensor Sporting | 2:0      | 2:3       |
| CD Olmedo         | - | CD Cruz Azul      | 2:3      | 1:3       |
| São Caetano       | - | CD Cruz Azul      | 1:1      | 0:1       |
| CD Olmedo         | - | São Caetano       | 2:1      | 0:3       |
| São Caetano       | - | Defensor Sporting | 0:0      | 1:0       |

### Gruppe 8
| Pl. | Verein            | Sp. | S | U | N | Tore    | Diff. | Punkte |
| --- | ----------------- | --- | - | - | - | ------- | ----- | ------ |
| 1.  | Boca Juniors      | 6   | 5 | 0 | 1 | 007:500 | +2    | 15     |
| 2.  | CD Cobreloa       | 6   | 3 | 1 | 2 | 008:700 | +1    | 10     |
| 3.  | Deportivo Cali    | 6   | 3 | 0 | 3 | 013:800 | +5    | 09     |
| 4.  | Oriente Petrolero | 6   | 0 | 1 | 5 | 006:140 | −8    | 01     |

|                   |   |                   | Hinspiel | Rückspiel |
| ----------------- | - | ----------------- | -------- | --------- |
| Deportivo Cali    | - | CD Cobreloa       | 1:2      | 1:2       |
| Boca Juniors      | - | Oriente Petrolero | 2:1      | 1:0       |
| CD Cobreloa       | - | Boca Juniors      | 0:1      | 0:1       |
| Oriente Petrolero | - | Deportivo Cali    | 1:3      | 1:4       |
| CD Cobreloa       | - | Oriente Petrolero | 2:1      | 2:2       |
| Boca Juniors      | - | Deportivo Cali    | 2:1      | 0:3       |

## Achtelfinale
|                     | Gesamt          |                     | Hinspiel | Rückspiel |
| ------------------- | --------------- | ------------------- | -------- | --------- |
| CD Cobreloa         | 3:4             | Rosario Central     | 2:3      | 1:1       |
| América de Cali     | 5:1             | Nacional Montevideo | 2:0      | 3:1       |
| CS Emelec           | 2:5             | River Plate         | 2:0      | 0:5       |
| Club Cerro Porteño  | 3:4             | CD Cruz Azul        | 2:1      | 1:3       |
| AD São Caetano      | 1:1 (3:5 i. E.) | SE Palmeiras        | 1:0      | 0:1       |
| CD El Nacional      | 2:6             | Cruzeiro EC         | 1:2      | 1:4       |
| Deportes Concepción | 1:4             | CR Vasco da Gama    | 1:3      | 0:1       |
| Atlético Junior     | 3:4             | Boca Juniors        | 2:3      | 1:1       |

## Viertelfinale
|                  | Gesamt          |                 | Hinspiel | Rückspiel |
| ---------------- | --------------- | --------------- | -------- | --------- |
| SE Palmeiras     | 5:5 (3:2 i. E.) | Cruzeiro EC     | 3:3      | 2:2       |
| CR Vasco da Gama | 0:4             | Boca Juniors    | 0:1      | 0:3       |
| Rosario Central  | 3:3 (4:3 i. E.) | América de Cali | 1:0      | 2:3       |
| River Plate      | 0:3             | CD Cruz Azul    | 0:0      | 0:3       |

## Halbfinale
|              | Gesamt          |                 | Hinspiel | Rückspiel |
| ------------ | --------------- | --------------- | -------- | --------- |
| CD Cruz Azul | 5:3             | Rosario Central | 2:0      | 3:3       |
| Boca Juniors | 4:4 (3:2 i. E.) | SE Palmeiras    | 2:2      | 2:2       |

## Finale

### Hinspiel
| CD Cruz Azul                                           | CD Cruz Azul | Boca Juniors | Boca Juniors |
| ------------------------------------------------------ | --- | --- | ------------ |
| CD Cruz Azul                                           | \| 20. Juni 2001 in Mexiko-Stadt, Mexiko (Aztekenstadion) \| \| Ergebnis: 0:1 (0:0) \| \| Zuschauer: 115.000 \| \| Schiedsrichter: Márcio Rezende de Freitas ( Brasilien) \| | \| 20. Juni 2001 in Mexiko-Stadt, Mexiko (Aztekenstadion) \| \| Ergebnis: 0:1 (0:0) \| \| Zuschauer: 115.000 \| \| Schiedsrichter: Márcio Rezende de Freitas ( Brasilien) \| | Boca Juniors |
| CD Cruz Azul                                           | Óscar Pérez Rojas – Víctor Gutiérrez (53. Héctor Adomaitis), Norberto Angeles (42. Tomás Campos), Sergio Almaguer, Melvin Brown, Pablo Galdames, José Alberto Hernández, Julio Pinheiro, Ángel Morales, Francisco Palencia, José Saturnino Cardozo Cheftrainer: José Luis Trejo | Óscar Córdoba – Hugo Ibarra, Jorge Bermúdez, Nicolás Burdisso, Clemente Rodríguez (55. Gustavo Pinto), Sebastián Battaglia, Javier Villarreal (78. José Antonio Pereda), Cristián Traverso, Juan Román Riquelme, Walter Gaitán, Christián Giménez (60. Marcelo Delgado) Cheftrainer: Carlos Bianchi | Boca Juniors |
| CD Cruz Azul                                           | 0:1 Marcelo Delgado (79.) | | Boca Juniors |
| 20. Juni 2001 in Mexiko-Stadt, Mexiko (Aztekenstadion) | | |              |
| Ergebnis: 0:1 (0:0)                                    | | |              |
| Zuschauer: 115.000                                     | | |              |
| Schiedsrichter: Márcio Rezende de Freitas ( Brasilien) | | |              |

### Rückspiel
| Boca Juniors                             | Boca Juniors | CD Cruz Azul | CD Cruz Azul |
| ---------------------------------------- | --- | --- | ------------ |
| Boca Juniors                             | \| 14. Juni 2000 \| \| Ergebnis: 0:1 (0:1), 3:1 i. E. \| \| Zuschauer: 60.000 \| \| Schiedsrichter: Gilberto Hidalgo ( Peru) \| | \| 14. Juni 2000 \| \| Ergebnis: 0:1 (0:1), 3:1 i. E. \| \| Zuschauer: 60.000 \| \| Schiedsrichter: Gilberto Hidalgo ( Peru) \| | CD Cruz Azul |
| Boca Juniors                             | Óscar Córdoba – Hugo Ibarra, Jorge Bermúdez, Aníbal Matellán, Clemente Rodríguez, Mauricio Serna, Javier Villarreal (46. Christián Giménez), Cristián Traverso, Juan Román Riquelme, Walter Gaitán, Marcelo Delgado Cheftrainer: Carlos Bianchi | Óscar Pérez Rojas – Víctor Gutiérrez, Norberto Angeles, Sergio Almaguer, Melvin Brown, Pablo Galdames, José Alberto Hernández, Julio Pinheiro, Tomás Campos (66. Emilio Mora), Francisco Palencia, José Saturnino Cardozo Cheftrainer: José Luis Trejo | CD Cruz Azul |
| Boca Juniors                             | 0:1 Francisco Palencia (45.) | | CD Cruz Azul |
| Boca Juniors                             | Elfmeterschießen | | CD Cruz Azul |
| Boca Juniors                             | 1:0 Juan Román Riquelme 2:1 Mauricio Serna 3:1 Marcelo Delgado Jorge Bermúdez | 1:1 Francisco Palencia Pablo Galdames José Alberto Hernández Julio Pinheiro | CD Cruz Azul |
| 14. Juni 2000                            | | |              |
| Ergebnis: 0:1 (0:1), 3:1 i. E.           | | |              |
| Zuschauer: 60.000                        | | |              |
| Schiedsrichter: Gilberto Hidalgo ( Peru) | | |              |